# Avinton
 (mai 2022).
Motif : Marque - modèle(s) : séparer en deux articles (avec leur infobox).
Avinton est une marque de moto française. D'après le constructeur, l'Avinton s'inspire des muscle cars américaines en général et de l'AC Cobra 427 en particulier.

## Wakan

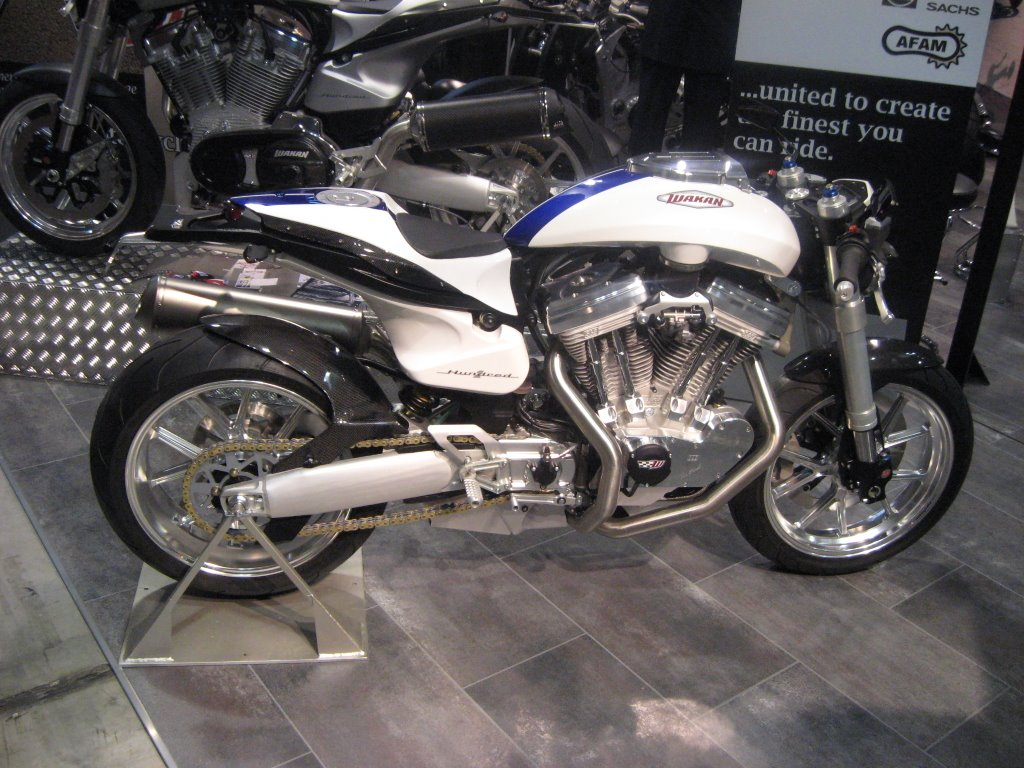
Wakan 100 Roadster.

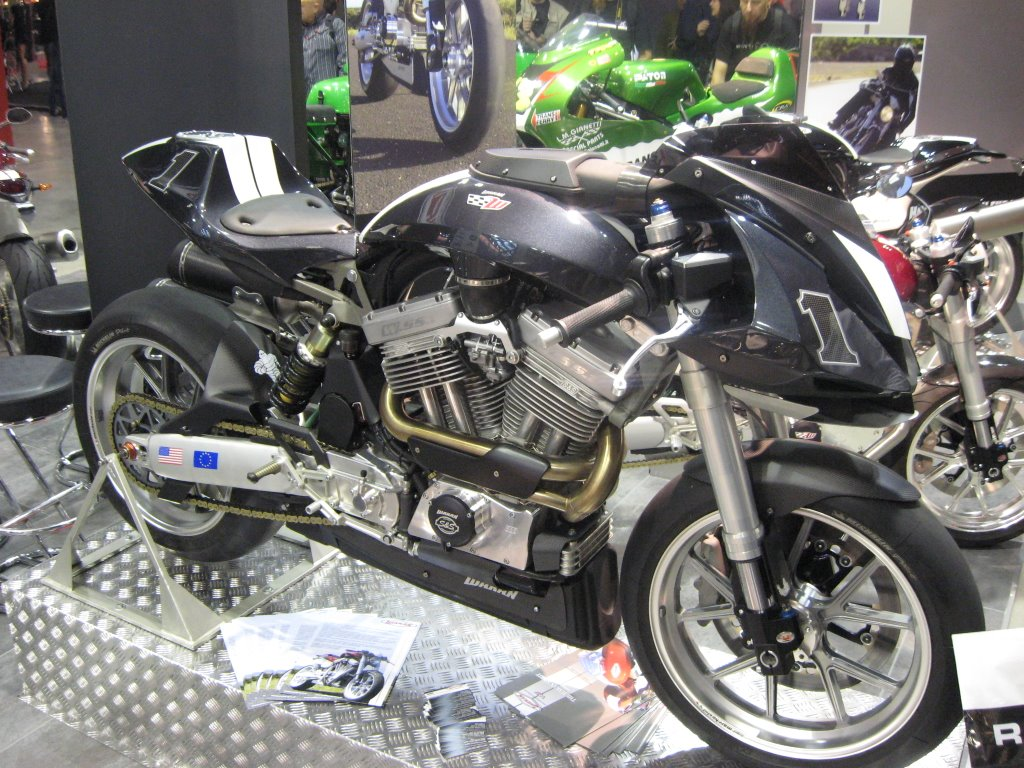
Track Racer.

La marque apparait d'abord sous le nom de Wakan, propriété de Engineering and More Ltd. et basée à Aniane, dans le département de l'Hérault, c'est également le nom du modèle de moto produit par cette société. Wakan, en indien, signifie sacré et insaisissable.		 
Créée à l'initiative de Joël Domergue en 1999, Wakan est spécialisée dans la production de moto en petite série. Joël Domergue n'en est pas à son coup d'essai, puisqu'il a déjà lancé Scorpa.
La gamme s'articule autour d'un seul modèle, mais en deux déclinaisons : route ou circuit, respectivement appelées 100 Roadster et Track Racer. Le premier prototype prend la route en juillet 2005 ; la pré-commercialisation débute fin 2006. Wakan cesse son activité en 2011.

### Caractéristiques
Le moteur est un bicylindre en V ouvert à 45° de 1 640 cm3, soit exactement 100 pouces cubes, développant 115 ch à 6 250 tr/min et plus de 15 mkg de couple à 4 150 tr/min. Ce moteur est dit carré, c'est-à-dire que l'alésage et la course de chaque piston sont identiques : 101,6 mm. Le moteur est monté dans un cadre poutre minimaliste contenant l'huile et laissant la vue sur le moteur. Ce moteur est l'œuvre de la société américaine S&S (pour Smith & Stankos, basée à Chicago), spécialisée dans la construction de moteurs, spécialement pour les championnats de dragsters et les records de vitesse sur le lac salé de Bonneville.
Le freinage est assuré, à l'avant, par un unique disque NG de 340 mm de diamètre, pincé par un étrier AJP à six pistons. L'arrière se voit doté d'un disque de 220 mm et d'un étrier double piston. La fourche télescopique inversée de 46 mm de diamètre provient du catalogue Ceriani. Elle est réglable en détente, compression et précharge. Le monoamortisseur est un Sachs. Le phare a fait l'objet d'un dépôt de brevet. Il intègre les clignotants, le tableau de bord et son ordinateur provenant de l'Aprilia SXV et toute la connectique.
Un faux réservoir abrite le filtre à air, tandis que le vrai réservoir est logé sous la selle. Cette disposition permet d'abaisser le centre de gravité. De plus, le faux réservoir arbore, comme les muscle cars américaines, l'admission d'air frais via un proéminent vortec dont l'ouverture des papillons se déclenche, sous l'action d'un électroaimant, dès 2 300 tr/min.
La Wakan est imaginée en premier lieu pour les États-Unis. Le marché est plus important pour ce type de machine.
Il faut attendre 2008 et la mise au point d'une alimentation par un carburateur Keihin de 41 mm de diamètre, d'un échappement catalysé, pour satisfaire aux normes anti-pollution Euro 3 et voir la Wakan commercialisable en Europe.
Le pot d'échappement n'est pas catalysé.
Les jantes sont en aluminium forgé et créées par Marchesini spécialement pour cette machine.
La version racing possède également un taux de compression plus élevé que le modèle de série.

## Avinton
Cédric Klein rachète les plans et les brevets  de la Wakan et crée sa propre marque, Avinton.
Les motos sont construites à l’unité pour correspondre en tous points aux souhaits de leur  futur propriétaire, qu’il s’agisse de position de conduite (adaptation en fonction de la morphologie en intervenant sur les trois points de contact du pilote : hauteur du guidon, de la selle et positionnement des repose-pieds), de son tempérament (de la conduite raisonnable au pilotage sportif) et de ses goûts en matière d’esthétique. Elles sont entièrement assemblées à la main dans la manufacture de Sommières.
La manufacture de Sommières ferme en novembre 2019.